# The Titan: Story of Michelangelo
The Titan: Story of Michelangelo ist ein US-amerikanischer Dokumentarfilm aus dem Jahr 1950 über das Leben und Werk des Malers, Bildhauers, Architekten und Dichters Michelangelo.
The Titan ist die von Robert Flaherty und Richard Lyford überarbeitete, gekürzte Fassung des Films Michelangelo – Das Leben eines Titanen (1938) von Curt Oertel. 

## Handlung und Auszeichnungen
Das Leben und Werk Michelangelos, eines der bedeutendsten Künstler der Hochrenaissance, wird von dem Filmschauspieler Frederic March als Erzähler vor dem historischen Hintergrund der Zeit Michelangelos präsentiert. Dabei wird mit den Frühwerken begonnen und der späte Ruhm des Künstlers dargestellt, wobei der Film detaillierte Betrachtungen auf einige der bekanntesten Werke des Künstlers beinhaltet.
Der Film, der bereits 1950 den National Board of Review Award als bester fremdsprachiger Film erhielt, wurde darüber hinaus bei der Oscarverleihung 1951 mit dem Oscar für den besten Dokumentarfilm ausgezeichnet.